# Yves Angelo
Yves Angelo (* 22. Januar 1956 in Meknès, Marokko) ist ein französischer Kameramann, Filmregisseur und Drehbuchautor.

## Leben
Yves Angelo wurde 1956 als Sohn von Isi Angelo, einem Zahnarzt bulgarischer Herkunft mit entfernten venezianischen Vorfahren, in dem seinerzeit noch bestehenden französischen Protektorat Französisch-Marokko geboren. In seiner Kindheit und Jugend besuchte er regelmäßig ein während der Kolonialzeit errichtetes Kino in seiner Heimatstadt Meknès und entwickelte dabei eine große Leidenschaft für den Film. Mit einer Leica M3, die sein Vater in den 1950er Jahren erstanden hatte, machte er Fotos und schärfte so den Blick für seine Umgebung, was ihm später auch bei seiner Arbeit als Kameramann half. Im Alter von 17 Jahren siedelte er nach Paris über, nachdem er die Aufnahmeprüfung der Filmhochschule École Louis-Lumière bestanden hatte.
Ab Ende der 1970er Jahre sammelte er erste praktische Erfahrungen als Kameraassistent von Filmen wie Jeanne Moreaus Mädchenjahre (1979) und Bertrand Taverniers Ein Sonntag auf dem Lande (1984). Bei dem Regiedebüt des renommierten Kameramanns Bruno Nuytten, der groß angelegten Filmbiografie Camille Claudel (1988) mit Isabelle Adjani in der Titelrolle, kam Angelo als Kameraassistent von Pierre Lhomme zum Einsatz. Nach dem Erfolg des Films erhielt Angelo zahlreiche Angebote, als eigenständiger Kameramann zu arbeiten. Nur zwei Jahre später wurde er für Alain Corneaus Roadmovie Nächtliches Indien (1989) erstmals mit dem César in der Kategorie Beste Kamera ausgezeichnet. 1992 gewann er den französischen Filmpreis für Corneaus Kostümfilm Die siebente Saite (1991) erneut. Danach wirkte Angelo, der nunmehr auch Angebote aus Hollywood erhielt, diese jedoch ablehnte, unter Regisseuren wie Claude Miller und Claude Sautet.
Im Jahr 1994 folgte für seine Arbeit an Claude Berris Germinal (1993) der dritte César, wodurch Angelo neben Thierry Arbogast und Philippe Rousselot den César in der Kategorie Beste Kamera am häufigsten gewinnen konnte. Noch im selben Jahr lieferte er mit der Balzac-Verfilmung Die Auferstehung des Colonel Chabert mit Gérard Depardieu und Fanny Ardant sein Regiedebüt, für das er auch das Drehbuch schrieb. Für den Film erhielt er eine César-Nominierung in der Kategorie Bestes Erstlingswerk sowie die Goldene Pyramide beim Cairo International Film Festival.
Seine dritte Regiearbeit, das Filmdrama Voleur de vie, für das er Pierre Lhomme als Kameramann und Emmanuelle Béart und Sandrine Bonnaire als Darstellerinnen gewinnen konnte, nahm 1998 am Wettbewerb um den Goldenen Löwen bei den Internationalen Filmfestspielen von Venedig teil. Seit 2001 ist er wieder hauptsächlich als Kameramann tätig. Als solcher wirkte er besonders häufig unter der Regie von Alain Corneau, für den er nach Nächtliches Indien und Die siebente Saite auch Mit Staunen und Zittern (2003), Worte in Blau (2005) und Le deuxième souffle (2007) in Szene setzte. Ab 2017 arbeitete er wiederholt unter der Leitung von Anne Fontaine. Zu ihren gemeinsamen Produktionen zählen der Coming-of-Age-Film Marvin (2017) und die moderne Schneewittchen-Adaption Blanche comme neige (2019), jeweils mit Isabelle Huppert, sowie das Polizeidrama Bis an die Grenze (2020).
Seine Tochter Julie Angelo kommt seit 2015 regelmäßig als seine Kameraassistentin zum Einsatz.

## Filmografie (Auswahl)
Kamera
- 1989: Bell mir das Lied vom Tod (Baxter)
- 1989: Nächtliches Indien (Nocturne indien)
- 1989: Liebe, Betrug und andere Leidenschaften (Chambre à part)
- 1991: Rückkehr eines Toten (Netchaïev est de retour)
- 1991: Un cœur qui bat
- 1991: Die siebente Saite (Tous les matins du monde)
- 1992: Ein Herz im Winter (Un cœur en hiver)
- 1992: L’Accompagnatrice
- 1993: Germinal
- 2002: Sur le bout des doigts
- 2003: Mit Staunen und Zittern (Stupeur et tremblements)
- 2005: Worte in Blau (Les mots bleus)
- 2007: Le deuxième souffle
- 2008: La Jeune fille et les loups
- 2008: Aide-toi, le ciel t’aidera
- 2010: Une exécution ordinaire
- 2010: Liebe und Intrigen (Crime d’amour)
- 2011: Tu seras mon fils
- 2012: L’Oncle Charles
- 2013: Meine Seele für deine Freiheit (Mon âme par toi guérie)
- 2014: Blumen für Algernon (Des fleurs pour Algernon) (TV-Film)
- 2015: L’Odeur de la mandarine
- 2016: Ouvert la nuit
- 2016: Die Grundschullehrerin (Primaire)
- 2017: Voll verschleiert (Cherchez la femme)
- 2017: Marvin (Marvin ou la Belle Éducation)
- 2018: Le Collier rouge
- 2018: Champagner & Macarons – Ein unvergessliches Gartenfest (Place publique)
- 2018: Deux fils
- 2019: Weiß wie Schnee – Wer ist die Schönste im ganzen Land? (Blanche comme neige)
- 2020: Bis an die Grenze (Police)
- 2022: Maigret

Drehbuch und Regie
- 1994: Die Auferstehung des Colonel Chabert (Le Colonel Chabert)
- 1997: Un air si pur …
- 1998: Voleur de vie
- 2001: Pas d’histoires!
- 2002: Sur le bout des doigts
- 2005: Les Âmes grises
- 2014: Blumen für Algernon (Des fleurs pour Algernon) (TV-Film)
- 2015: Au plus près du soleil

## Auszeichnungen
- 1990: César in der Kategorie Beste Kamera für Nächtliches Indien
- 1992: César in der Kategorie Beste Kamera für Die siebente Saite
- 1993: Zwei Nominierungen für den César in der Kategorie Beste Kamera für Ein Herz im Winter und L’Accompagnatrice
- 1994: César in der Kategorie Beste Kamera für Germinal
- 1994: Goldene Pyramide beim Cairo International Film Festival für Die Auferstehung des Colonel Chabert
- 1995: Nominierung für den César in der Kategorie Bestes Erstlingswerk für Die Auferstehung des Colonel Chabert
- 1997: Nominierung für den Grand Prix des Amériques beim Montréal World Film Festival für Un air si pur …
- 1998: Nominierung für den Goldenen Löwen bei den Internationalen Filmfestspielen von Venedig für Voleur de vie
- 1998: Nominierung für den Bayard d’Or beim Festival international du film francophone de Namur für Voleur de vie
- 2003: Rosa Camuna d’Argento beim Bergamo Film Meeting für Sur le bout des doigts
- 2008: Nominierung für den César in der Kategorie Beste Kamera für Le deuxième souffle
- 2014: Pyrénées d’Or beim Festival des créations télévisuelles de Luchon in der Kategorie Bester Fernsehfilm für Blumen für Algernon
- 2014: Officier de l’Ordre des Arts et des Lettres (Offizierskreuz des Ordens der Künste und der Literatur)[3]
- 2016: Preis des Fort Lauderdale International Film Festival in der Kategorie Beste Kamera für L’Odeur de la mandarine